# 페터 플로린
페터 플로린(독일어: Peter Florin, 1921년 10월 2일 ~ 2014년 2월 17일)은 전 동독의 정치인이자 외교관이다.
쾰른에서 태어났으며, 아버지 빌헬름은 전쟁 이전의 독일 공산당에서 지도적인 인물이었다. 아돌프 히틀러가 권력을 잡고 공산당원들을 박해하기 시작하자 부모와 함께 독일을 떠났다. 처음에는 프랑스로 이주하다가, 후에 소련으로 이주하여 카를 리프크네히트 학교에서 수학하였다. 멘델레예프 대학교에서 화학을 전공하였다.
제2차 세계 대전이 일어나는 동안에 벨라루스에서 소련 빨치산 부대와 함께 싸웠다. 1944년에 플로린은 반나치 주간 신문 〈프라이즈 도이칠란트〉의 편집자가 되었다. 전쟁이 끝난 후, 독일 주재 소련 군사 행정부를 위한 지하 운동에 보내진 지방 단체의 하나인 아커만 그룹의 일원으로서 귀국하였다.
전쟁에 이어 플로린은 독일 민주 공화국에서 정계에 입문하고 일간 신문 〈프라이하이트〉의 편집국장을 지내는 동안에 비텐베르크 지방 의회의 부의장을 맡았다. 1949년부터 1952년까지 그는 동독 외무부의 고문이었다. 1953년에 그는 통일사회당 중앙 위원회의 외무성 우두머리로 진급되었다. 1954년부터 1971년까지 국회 위원회의 외무부 의원을 지냈다.
1967년부터 1969년까지 체코슬로바키아 주재 동독 대사를 지냈으며, 1968년 프라하의 봄에서 소련군의 진압을 공공연하게 지지하였다. 귀국 후, 국가 대신 겸 외무부 부장관에 임명되었다.
1973년부터 1982년까지 유엔의 영구적 독일 민주 공화국 대표를 지내왔다. 1982년에 그는 동독에서 유네스코를 위한 국립 위임장이 되었다. 1987년과 1988년까지 제42차 유엔 총회 의장을 지냈다.
그는 독일어, 영어, 러시아어에 능통함은 물론 프랑스어를 잘 하였다. 그의 부인 에델은 베를린 훔볼트 대학교의 러시아 문학과 교수였다. 94세의 나이로 베를린에서 사망하였다.